# Чекурова (деревня)
Чекурова — деревня Кунашакского района Челябинской области России. Входит в состав Усть-Багарякского сельского поселения.

## География
Расположена в северо-восточной части района, на берегу реки Караболки. Расстояние до Кунашака — 57 км.

### Уличная сеть
- Заречная улица
- Улица Мусина
- Новая улица
- Центральная улица

## История
Деревня основана после 1742. Впервые упоминается в материалах 5-й Генеральной ревизии (1795; учтена 61 душа мужского пола).

## Население
| 2002 | 2010 |
| ---- | ---- |
| 197  | ↘180 |

### Историческая численность населения
В 1795 году учтена 61 душа мужского пола, в 1939 проживали 185 человек, в 1956—269, в 1970—304, в 1983—235, в 1995—254.

## Инфраструктура
Личное подсобное хозяйство.

## Транспорт
Деревня доступна автотранспортом. Подъездная дорога от региональной автодороги 75К-148.